# Gunther Gerzso
Gunther Gerzso (né le 17 juin 1915 à Mexico - décédé le 21 avril 2000 à Mexico) est un artiste-peintre mexicain de style surréaliste. Il fut également directeur artistique et scénographe prolifique pour le théâtre et le cinéma. 

## Biographie

### Enfance
Gunther Gerzso est né à Mexico d'Oscar Gunther, horloger de Budapest, et de Dore Wendland, chanteuse et pianiste de Berlin. Son père meurt alors qu'il n'a que 6 mois. Sa mère se remarie à un autre expatrié, un allemand propriétaire d'une bijouterie populaire qu'il perd pendant la révolution mexicaine. En 1922, la famille déménage en Europe puis retourne au Mexique en 1924. Après avoir divorcé de son second mari, Dore décide de confier Gunther à son oncle, Hans Wendland, historien et marchand d'art influent qui vit à Lugano en Suisse. 
Gunther Gerzso se familiarise à l'art de Rembrandt, Cézanne et Titien, et se souvient même d'avoir possédé des peintures de Bonnard et Delacroix dans sa chambre. Parmi les invités importants de Wendland, Nando Tamberlani, scénographe italien, se prend d'amitié avec Gerzso lors d'un séjour.
En conséquence de l'impact de la Grande Dépression en Europe, Wendland vend sa collection d'art et Gerzso retourne vivre à Mexico avec sa mère et sa sœur. Il s'inscrit dans une école allemande. Après trois ans passés à dessiner des décors et écrire des pièces de théâtre, il obtient son diplôme, à 19 ans, et commence à travailler aux décors d'un théâtre local.

### Carrière
Un an plus tard, on lui offre un poste au Cleveland Play House, où il intègre rapidement l'équipe des décorateurs. Dans les quatre années suivantes, il crée des décors pour environ cinq douzaines de productions. Un certain nombre de ces réalisations sont présentées pour la première fois publiquement lors d'une exposition « Gunther Gerzso: Defining Mexican Abstractionism ». L'exposition inclut des peintures de Gerzso, qu'il réalisait dans le même temps qu'il travaillait au théâtre. Il reproduisait ses sujets de prédilection qu'il rencontrait dans la vie quotidienne, notamment des jeunes femmes attractives. Son style initial reflète l'influence d'artistes européens, tels que Matisse et Picasso, mais aussi mexicains, comme Diego Rivera ou José Clemente Orozco.
Encouragé par ses amis, il se présente à un concours d'art du Cleveland Museum of Art, où deux de ses toiles sont retenues pour une exposition. Il décide alors de se consacrer à la peinture. Dans sa période 39-40, il explore ses racines mexicaines, tout en rationalisant scientifiquement la beauté de ses compositions grâce à l'usage du nombre d'or dans leurs proportions.
En 1941, Gerzso et sa femme (Rilla Gene Cady) s'installent à Mexico. L'artiste réalise des décors pour le théâtre et pour environ 250 films, mais se considère avant tout comme un peintre. Il s'associe dans les années 1940 à un groupe de surréalistes européens basé à Mexico : Remedios Varo, Leonora Carrington, Benjamin Péret, Alice Rahón, et Wolfgang Paalen. Leur influence, associée à ses idées pacifistes, se ressent dans ses œuvres de cette période.
En 1953, il voyage en Italie et à son retour commence un style de peinture proche de l'abstraction, qu'il n'abandonnera plus. En 1962 il cesse son travail pour le cinéma et commence une étape picturale influencée par l'art précolombien. 

## Sélection d'oeuvres
Période surréaliste :
- Calle de Gabino Barreda (1944), huile sur toile
- La isla (1945), huile sur bois
- Mansion Ancestral, 1949, huile sur Isorel

Période abstraite :
- Estructuras antiguas (1955), huile sur Isorel
- Paisaje de Papantla (1955), huile sur Isorel
- Jacques Gelman (1957), huile sur toile
- Southern Queen (1963), huile sur Isorel
- Estructura en gris y rojo (1964), huile sur toile
- Personaje en Rojo y Azul (1964), huile sur toile
- Blanco-Rojo-Naranja (1970), huile sur toile
- Amarillo-Azul-Naranja (1971), huile sur Isorel
- Naranja-Azul-Verde-Blanco (1975), huile sur Isorel
- Verde-Azul (1989), huile sur papier
- Paisaje (1991), huile et sable sur Isorel
- Recinto (1995), lithographie sur papier artisanal (Mixografia®)
- Opposite dimension (1998), huile sur bois
- La mujer de la jungla, versión 7 (1999), huile et sable sur papier sur toile

## Distinctions artistiques
- 1973 : bourse Guggenheim
- 1978 : Prix National des Arts et des Sciences (Premio Nacional de las Bellas Artes du gouvernement mexicain)

## Filmographie au cinéma

### Comme scénariste
| - 1949 : Confidencias de un ruletero d'Alejandro Galindo - 1950 : Cuatro contra el mundo d'Alejandro Galindo - 1951 : Capitán de rurales d'Alejandro Galindo - 1951 : Dicen que soy comunista d'Alejandro Galindo - 1956 : ¡Que seas feliz! de Julián Soler | - 1956 : La escondida de Roberto Gavaldón - 1957 : Hay ángeles con espuelas de Fernando Méndez - 1959 : El Superflaco de Miguel M. Delgado - 1959 : Pistolas de oro de Miguel M. Delgado |

### Comme directeur artistique
| - 1948 : Mystery in Mexico de Robert Wise - 1948 : Tarzan et les sirènes de Robert Florey - 1949 : Una Familia de tantas d'Alejandro Galindo - 1953 : L'Enjôleuse de Luis Buñuel - 1955 : A Life in the Balance (it) d'Harry Horner | - 1957 : Les Proies du vampire de Fernando Méndez - 1958 : El Castillo de los monstruos de Julián Soler - 1958 : Manos arriba d'Alejandro Galindo - 1960 : Cómicos y canciones de Fernando Cortés - 1960 : Pepe de George Sidney |

### Comme scénographe
| - 1943 : Sang et Volupté (en) (Santa) - 1945 : Corazones de México - 1945 : Eva y el diablo Adán - 1946 : Champion sans couronne - 1946 : El Ahijado de la muerte - 1946 : La Morena de mi copla - 1946 : La otra - 1946 : Su última aventura - 1948 : A la sombra del puente - 1948 : Esquina, Bajan...! - 1948 : El Casado casa quiere - 1948 : El supersabio - 1949 : Confidencias de un ruletero - 1949 : El Mago - 1950 : Entre tu amor y el cielo - 1950 : La Posesión - 1950 : Tú, solo tú - 1950 : Un Día de vida - 1951 : Bodas de fuego - 1951 : Camino del infierno - 1951 : Capitán de rurales - 1951 : Dicen que soy comunista - 1951 : El Papelerito - 1951 : El siete machos - 1951 : Ella y yo - 1951 : L'Absente - 1951 : Le Bagne des filles perdues - 1951 : Menores de edad - 1951 : Susana la perverse - 1952 : El Bombero atómico - 1952 : Si yo fuera diputado - 1952 : Sor Alegría - 1952 : Una Mujer sin amor - 1953 : El Monstruo resucitado - 1953 : El Señor fotógrafo - 1953 : El Último Round - 1953 : La Bestia magnifica (Lucha libre) - 1953 : Les Orgueilleux d'Yves Allégret - 1954 : Caballero a la medida - 1954 : El Valor de vivir - 1954 : Estoy taan enamorada - 1954 : La Bruja - 1954 : La Duda - 1954 : La Gitana blanca - 1954 : La Ladrona - 1955 : ...Y mañana serán mujeres - 1955 : A los cuatro vientos - 1955 : Abajo el telón - 1955 : El Río y la muerte - 1955 : La Sombra de Cruz Diablo - 1955 : Tres melodías de amor | - 1956 : ¡Que seas feliz! - 1956 : El Rey de México - 1956 : Historia de un amor - 1956 : Historia de un marido infiel - 1956 : Pensión de artistas - 1957 : Bambalinas - 1957 : Cielito lindo - 1957 : Cien muchachas - 1957 : El Bolero de Raquel - 1957 : El Ratón - 1957 : Esposa te doy - 1957 : Le Monstre sans visage - 1958 : Ay... Calypso no te rajes! - 1958 : Cuando Mexico canta - 1958 : Cuatro copas - 1958 : Le Retour du vampire - 1958 : El Hombre que me gusta - 1958 : La Mafia del crimen - 1958 : Los Mujeriegos - 1958 : Lucrecia Desnúdate - 1958 : Mi desconocida esposa - 1958 : Misterios de la magia negra - 1958 : Raffles d'Alejandro Galindo - 1958 : Tres desgraciados con suerte - 1958 : Tú y la mentira - 1958 : Una Golfa - 1959 : Le Cri de la mort - 1959 : La Edad de la tentación - 1959 : Manicomio - 1959 : México nunca duerme - 1959 : Mi niño, mi caballo y yo - 1959 : Misterios de ultratumba - 1959 : Pistolas de oro - 1959 : Sábado negro - 1959 : Sonatas - 1959 : Sube y baja - 1960 : Los Resbalosos - 1961 : Amorcito corazón - 1961 : Caperucita y sus tres amigos - 1961 : Casi casados - 1961 : El Analfabeto - 1961 : El Bronco Reynosa - 1961 : El Buena suerte - 1961 : El Gato - 1961 : El Jinete negro - 1961 : Paloma brava - 1961 : Se alquila marido - 1962 : El Extra - 1962 : Estoy casado, ja, ja - 1962 : Jóvenes y bellas - 1984 : Au-dessous du volcan de John Huston |

## Distinctions cinématographiques

### Récompenses
- 1950 : Ariel d'Argent du Meilleur Décor pour Una Familia de tantas d'Alejandro Galindo
- 1994 : médaille Salvador-Toscano
- 2000 : Ariel d'Or Spécial

### Nominations
- 1947 : nommé pour l'Ariel d'Argent du Meilleur Décor pour Su última aventura de Gilberto Martínez Solares
- 1951 : nommé pour l'Ariel d'Argent du Meilleur Décor pour Cuatro contra el mundo d'Alejandro Galindo
- 1952 : nommé pour l'Ariel d'Argent du Meilleur Décor pour Doña Perfecta d'Alejandro Galindo
- 1957 : nommé pour l'Ariel d'Argent du Meilleur Décor pour La escondida de Roberto Gavaldón